# Bocana spacoalis
Bocana spacoalis là một loài bướm đêm trong họ Noctuidae.